# Bonomi B.S. 9 Bertina II
La Bertina II era un aliante leggero, monoposto ad ala alta prodotto dall'azienda italiana Aeronautica Bonomi negli anni trenta.

## Tecnica
Simile al Bertina aveva dimensioni più ridotte, era praticamente senza fusoliera ed era caratterizzato da un'ala trapezoidale a sbalzo, controventata da due montanti.
La fusoliera, brevissima, portava l'ala mentre una trave di coda cruciforme supportava gli impennaggi di coda.

Il posto del pilota era allocato nello spessore dell'ala.
La fusoliera era dotata di un pàttino centrale che poteva essere sostituito da un largo sci per atterraggi sulla neve.